# Маслове (заказник)
Маслове — гідрологічний заказник місцевого значення у Звенигородському районі Черкаської області.

## Опис
Розташовано в адміністративних межах Боровиківської сільської ради, за межами населеного пункту. Створено рішенням Черкаської обласної ради від 03.02.2017 12-9/VII.
Територія є полого-хвилястою рівниною з яскраво вираженими долинно-балковими зниженнями. Представлені чисельні популяції багатьох видів судинних рослин в тому числі рідкісних; фауна є типовою для балок лісостепу Середнього Придніпров'я, відмічені рідкісні види. Наявні біотопи, які перебувають під охороною.